# Federação de Voleibol da República Democrática do Congo
A Federação de Voleibol da República Democrática do Congo  (em francêsːFédération de Volley-Ball du Congo,FeVoCo) é  uma organização fundada em 1964 que governa a pratica de voleibol na República Democrática do Congo, sendo membro da Federação Internacional de Voleibol e da Confederação Africana de Voleibol, a entidade é responsável por  organizar  os campeonatos nacionais de  voleibol masculino e feminino no país.